# Dolmen of the Four Maols
Koordinaten: 54° 6′ 25,2″ N, 9° 9′ 56,5″ W
Der Dolmen of the Four Maols („Dolmen der vier Maols“, irisch Ard na Maol – (deutsch „Höhe der Maols“), auch „Cloghogle“, irisch Cloch Tógála (deutsch „Stein der Erhebung“)) steht am Stadtrand über Ballina im County Mayo in Irland. Unter den irischen Megalithanlagen ist die Lage des Dolmens auf dem höchsten Punkt der Gegend ungewöhnlich. Der River Moy liegt weniger als einen Kilometer entfernt.
Die Anlage wurde beschädigt, so dass eine Klassifizierung nicht möglich ist. Überlebt haben drei Tragsteine mit Höhen von 0,75 m bis 1,1 m, die einen übergroßen 0,6 m dicken Deckstein tragen. Ein anderer großer Stein liegt vier Meter entfernt. Der Bau ist wahrscheinlich ein Teil einer größeren nord-süd gerichteten Anlage.

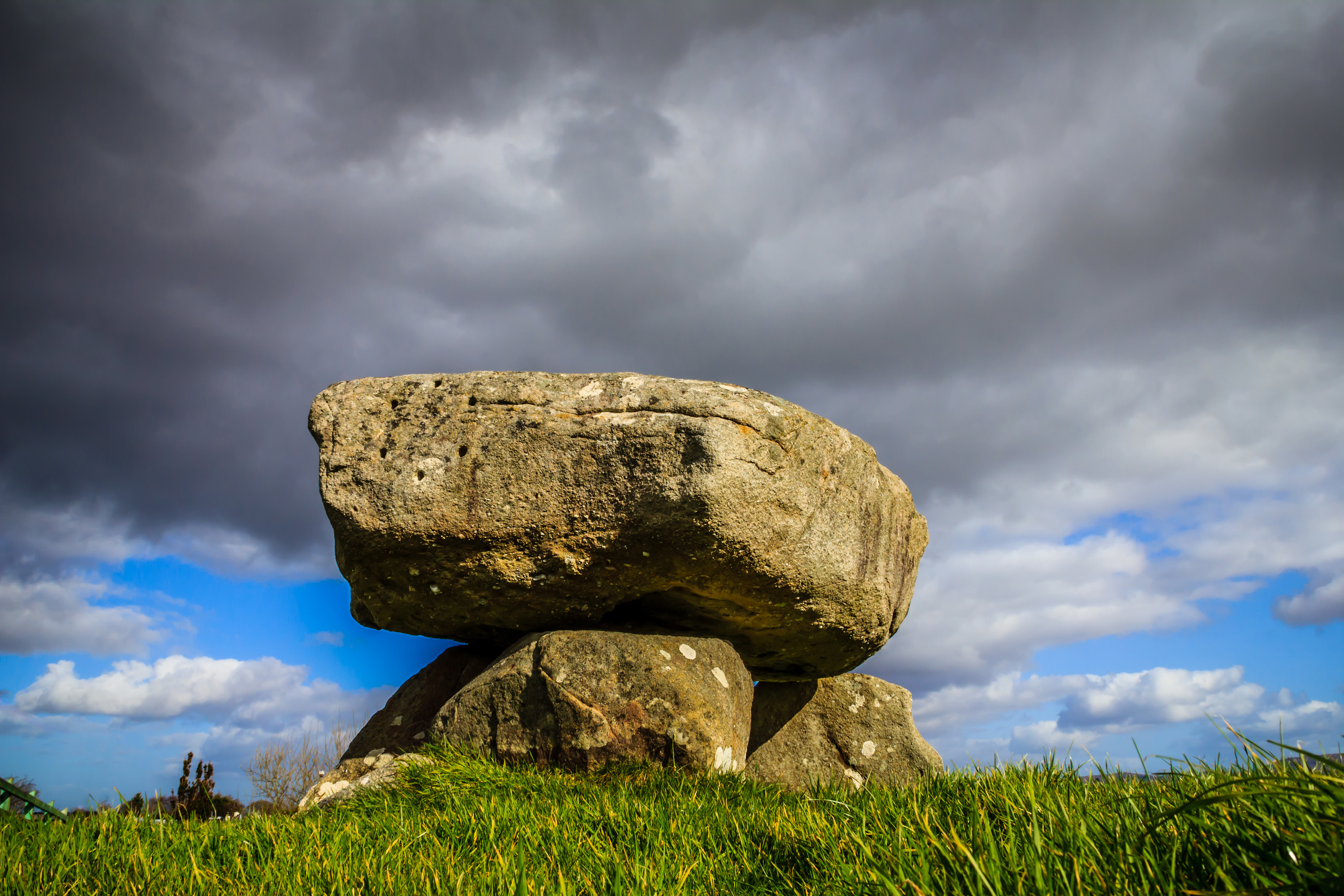
Dolmen of the Four Maols

## Legende
Eine Hinweistafel am Standort erzählt im Zusammenhang mit dem Dolmen, von der Erzählung Caithréim Cellaig („die Laufbahn Cellachs“). Cellach mac Eógain, der Sohn von Eógan Bél, König von Connacht, war Mönch in Clonmacnoise. Nach dem Tod seines Vaters trat er zunächst das Erbe an. Von seinem Rivalen Guaire Aidne bedrängt, verzichtet er jedoch zugunsten seines Bruders Muiredach (Cú Choingelt) auf den Thron, wurde Bischof von Kilmoremoy (Cill Mhór Mhuaidhe), dem heutigen Ballina und wertvoller Ratgeber seines Bruders Muiredach. Die vier engsten Gefährten von Guaires, die sogenannten „vier Maols“ (neuirisch maol = kahl, mittelirisch mael: Mael Cróin, Mael Seanaig, Mael Dá Lua und Mael Deóraid, eigtl. Mac Deóraid) ermordeten ihn auf Geheiß Guaires. Muiredach rächte ihn und ließ sie hinrichten. Sie wurden zum Ardnaree Hill (Ard na Ria), dem Hügel der Hinrichtung gebracht. Ardnaree liegt auf der anderen Seite des River Moy. Nachdem die Maols gehängt waren, wurden ihre Leichen durch einen geheimen Tunnel unter dem Fluss Moy auf den Primrose Hill gebracht und in dem Dolmen, der ihren Namen trägt, begraben. Muiredach wurde schließlich von Guaire erschlagen und dieser wurde König.